# هيثم ناجح
هيثم ناجح هو لاعب كرة قدم أردني الجنسية لعب في النادي الفيصلي في بدايته الكروية عندما كان عمره 14 سنة وتدرج في فئاته العمرية حتى وصل إلى الفريق الأول. ولد في الفروانية في الكويت عام 1985 ولعب موسمين مع نادي شباب الحسين وقد خاض تجربة احترافية في فلسطين في رام الله لفترة قصيرة ثم عاد إلى شباب الحسين.
حالياً يدرب ناجح فريق شباب الأردن أقل من 20 سنة.